# Blieskastel
Blieskastel is een gemeente in de Duitse deelstaat Saarland, gelegen in de Saarpfalz-Kreis. De stad telt 20.287 inwoners.
Het kasteel ligt aan rivier de Blies.

## Geboren
- Joseph Wendel (1901-1960), geestelijke en kardinaal

## Afbeeldingen

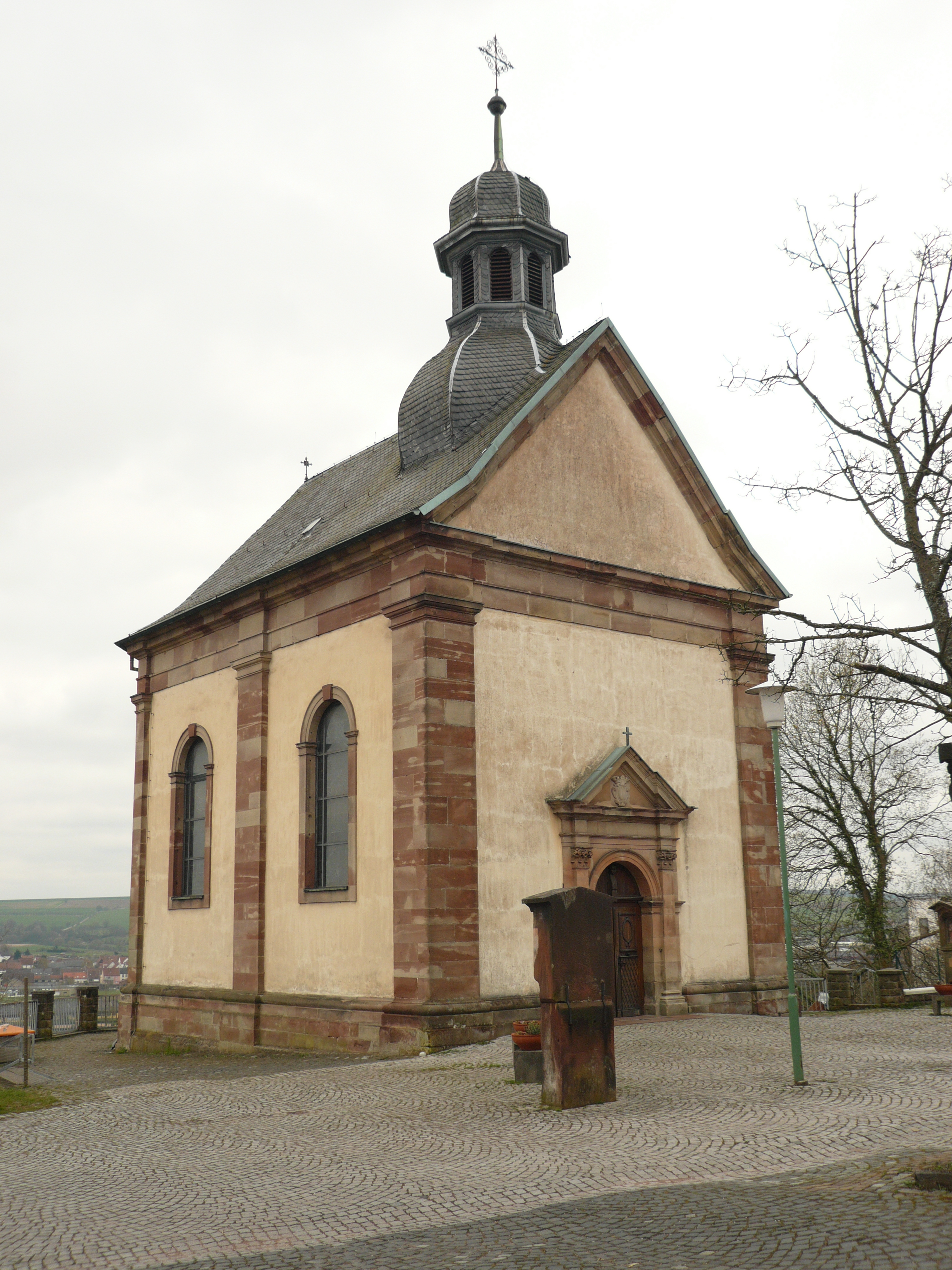
Heilig-Kruiskapel
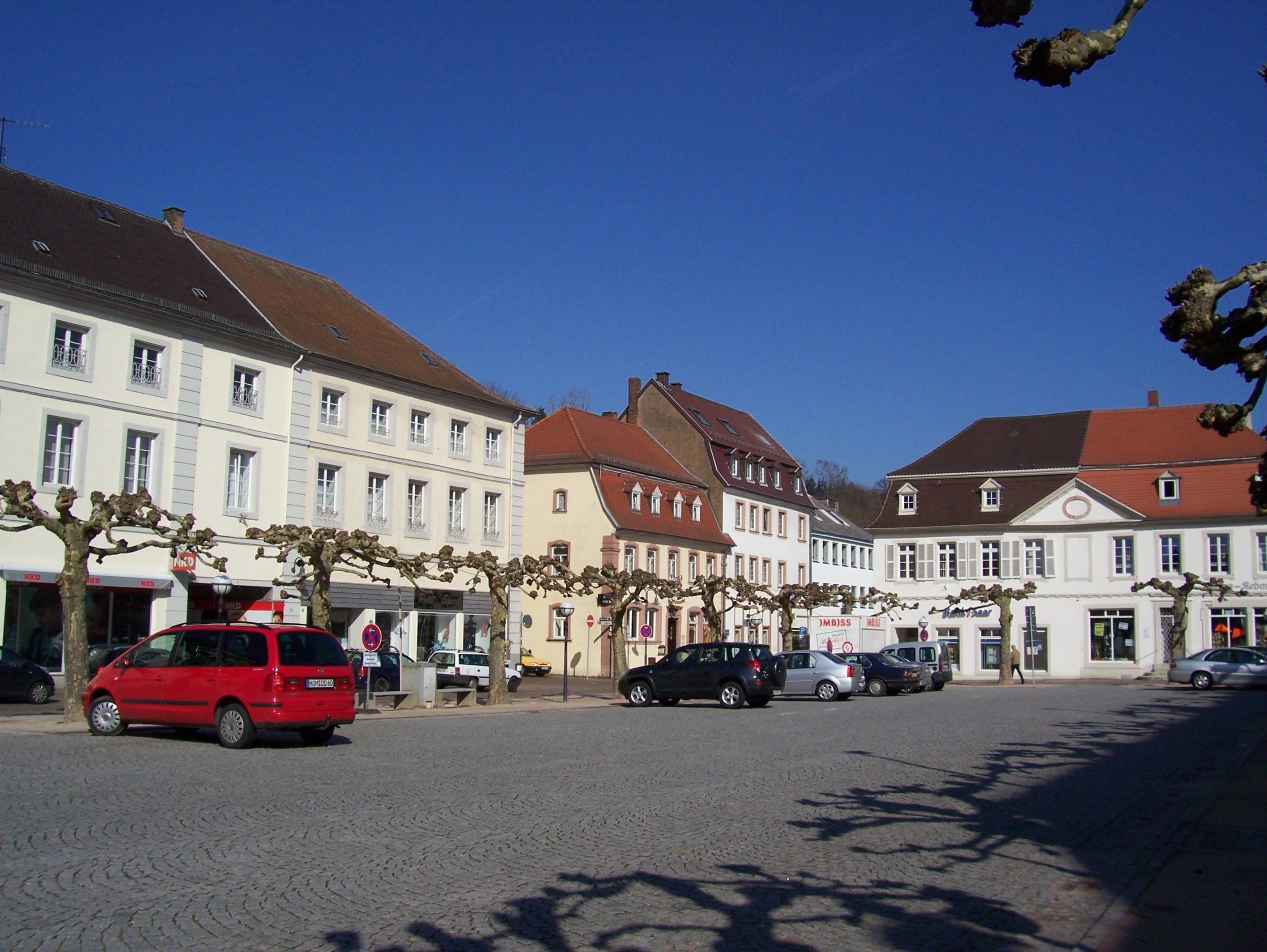
Paradeplatz
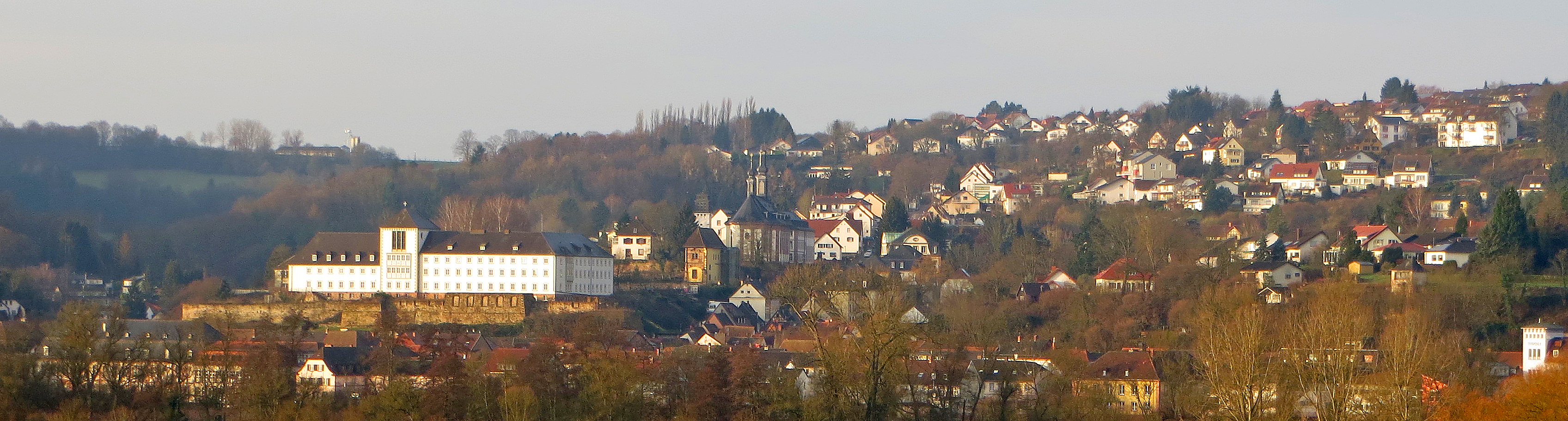
Gezicht op Blieskastel-Mitte
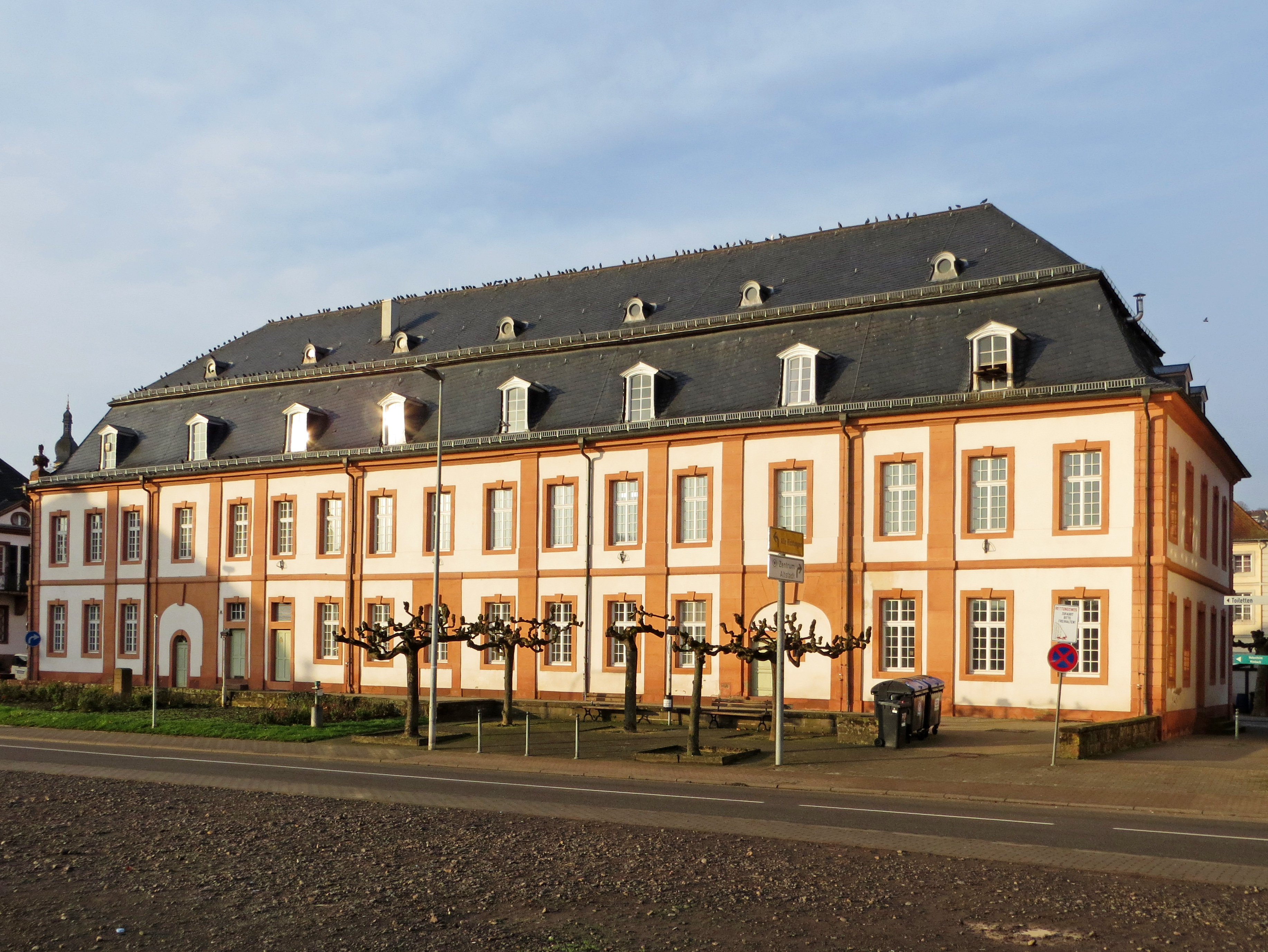
Gemeentehuis
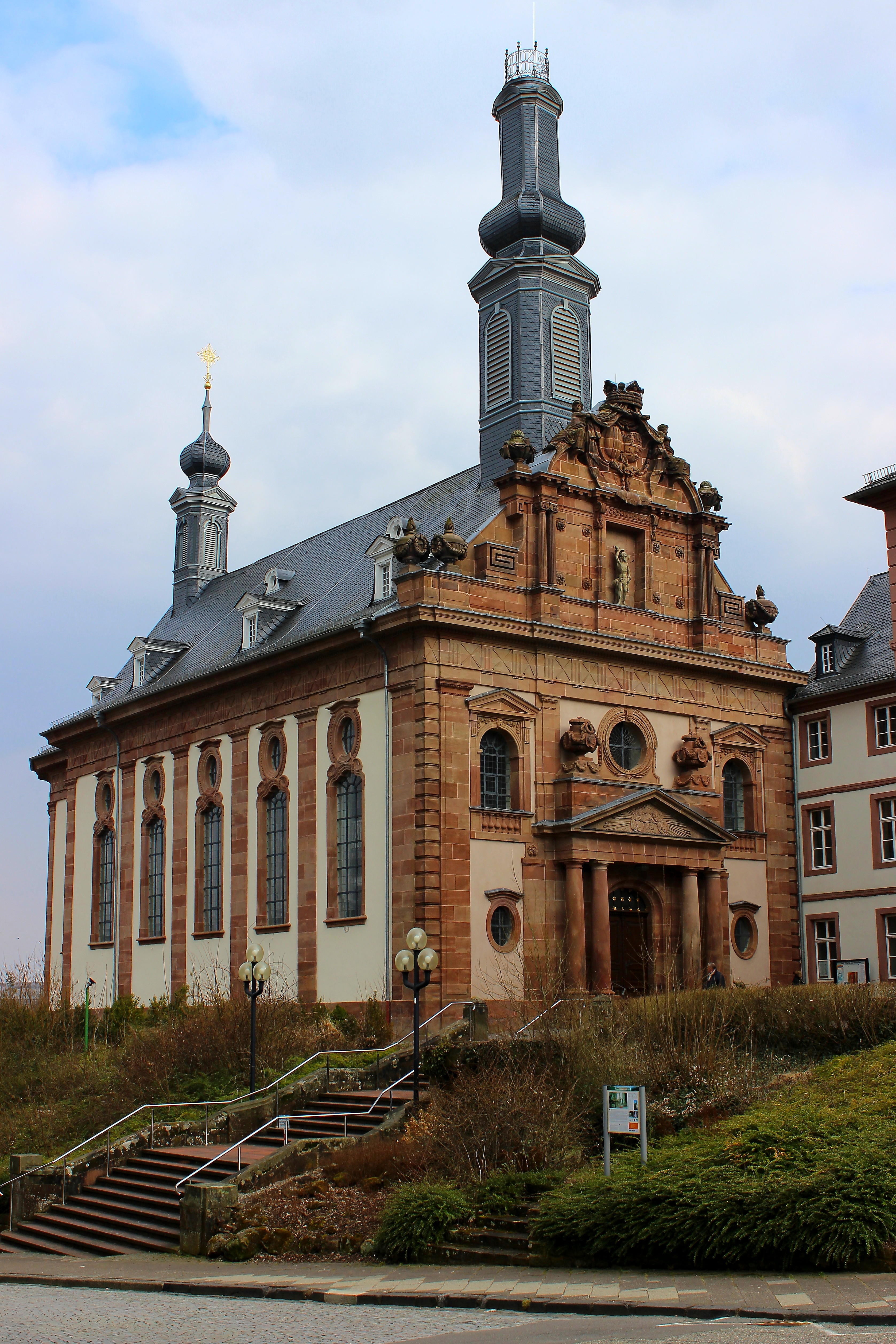
Schlosskirche

Bexbach · Blieskastel · Gersheim · Homburg · Kirkel · Mandelbachtal · Sankt Ingbert